# Pico Montferrat
El pico de Montferrat (Pic de Montferrat en francés) es un pico de las crestas en la frontera franco-española dentro del macizo Vignemale (cordillera de los Pirineos). Con 3219 metros es de las principales cimas del macizo.
En el lado francés se encuentra en el departamento de Hautes-Pyrénées, entre Cauterets y Gavarnie, Distrito de Argeles-Gazost en el parque nacional de los Pirineos. Limita al norte con el glaciar de Ossoue y al sureste con el pequeño glaciar Montferrat. En la vertiente española se encuentra en los Pirineos centrales, en la Provincia de Huesca.
La primera ascensión fue el 1 de agosto de 1792 por los pastores. Ellos construyeron en la cima una torre, a petición de Louis-Philippe Reinhart Junker quien dirigió un equipo de geodistas para especificar la ruta de la frontera franco-española.